# آنتا مانتای
آنتا مانتای (به اسپانیایی: Anta Mantay) یک کوه در پرو است که در Peru, Lima Region واقع شده‌است. آنتا مانتای ۴٬۸۰۰ متر بالاتر از سطح دریا واقع شده‌است.